# Bürgermeisterei Igel
Die Bürgermeisterei Igel im Landkreis Trier im Regierungsbezirk Trier in der preußischen Rheinprovinz war eine Bürgermeisterei mit 6 Dörfern, welche 183 Feuerstellen (Fst.) und 1360 Einwohner (Einw.) (Stand 1828) hatten.
Darin:
- Igel an der Mosel, mit 1 Kathol. Pfarrkirche, 46 Fst., 366 Einw.; Gipsbrüche und Weinbau; Römisches Monument (Igeler Säule)
- Liersberg unweit der Mosel, mit 1 Kathol. Pfarrkirche, 27 Fst., 175 Einw., Weinbau
- Mesenich an der Sauer, mit 1 Kath. Pfarrkirche, 34 Fst., 257 Einw., Weinbau
- Langsur an der Sauer, mit 1 Kathol. Pfarrkirche, 58 Fst., 416 Einw., Weinbau; Neben-Zollamt erster Klasse Wasserbilligerbrück
- Grewenich, ein Dorf mit 9 Fst., 76 Einw., Weinbau
- Fusenich, ein Dorf mit 9 Fst., 70 Einw.